# Гусейн Кулі-хан
Гусейн Кулі-хан (1774 — 1845) — останній бакинський хан в 1792—1806 роках.

## Життєпис
Син Хаджі-Алікулі-аги. Народився 1774 року в Баку. 1792 року помирає його стрийко — Мухаммед-Кулі-хан, після чого почалася боротьба за владу. На вимогу кубинського хана Шейх Алі-хана бакинським ханом було проголошено Мірзу Мухаммед-хана, стриєчного брата останнього. Невдоволена ним бакинська знать на чолі із Касим-беком вигнала його з Баку і проголосила ханом іншого Гусейн Кулі-агу.
Наприкінці того ж року хан перед загрозою з боку Персії розпочав переговори з Російською імперією щодо визнання її зверхності. До того імператриця Катерина II планувала загарбницький похід уздовж Каспійського моря. Але Шейх Алі-хан затримав у Дербенті посланця Гусейн Кулі-хана, який їхав до Санкт-Петербурга, втім посланець встиг відправити звернення іншим шляхом.
19 квітня 1793 року імператриця видала наказ про прийняття Гусейн Кулі-хана зі своєю областю «під російську руку». Сам хан розглядав це як тимчасове й вид васалітету, а не підданства. У липні 1793 року Шейх Алі-хан відправив Івану Гудовичу, астраханському губернатору й кавказькому наміснику, посланця з проханням про прийняття його в російське підданство, згадуючи серед підвладних йому земель Баку, оскільки колись воно входило до володінь кубинського хана Фатх-Алі.
Влітку 1794 року Шейх Алі-хан рушив на Баку. Але дізнавшись про напад на Шекінське ханство, вирушив на допомогу, залишивши Мірзу Мухаммед-хана неподалік від Баку, біля нафтових джерел селища Балахани. Той не пропускав у місто жодних товарів і, захопивши соляні озера та нафтові колодязі, позбавив Гусейн Кулі-хана джерел доходів. Так тривало до початку 1795 року, коли бакинський хан відправив до Івана Гудовича Манаф-бека, де той скаржився на дії Шейх Алі-хана і просив допомоги. Але російський губернатор обмежився закликом до Шейх Алі-хана щодо мирного існування з Гусейн Кулі-ханом. Останній невдовзі розбив Мірзу Мухаммед-хана, взявши того в полон. Зрештою восени було укладено мир, за яким доходи від Бакинського ханства повинні були ділитися на три частини: одну — бакинському хану, другу — Шейх Алі-хану, третю — Мірзі Мухаммед-хану.
В цей час перський шах Ага Мохаммед Хан Каджар вдерся на Кавказ. Спочатку захопив Шемаху, погрожуючи іншим ханствам. В свою чергу у грудні російська імператриця видала наказ про прийняття в підданство бакинського хана. Навести 1796 року військо на чолі із Валеріаном Зубовим зайнято Дербентське ханство. 13 року росіяни під орудою Василя Рахманова зайняли Баку, де комендантом став Павло Ціціанов.
1797 року після смерті Катерини II російські війська залишили Баку. Цим скористався перський шах, який зайняв Карабах. Він планував скинути Гусейн кулі-хана, поставивши на трон Шейх Алі-хана, але невдовзі в Шуші шаха було вбито, й в Персії почався розгардіяш. Втім Гусейн Кулі-хан вимушений був розділити свої володіння з Мірзою Мухаммед-ханом. Зі зміцнення влади перського шаха Фатх-Алі визнав його зверхність.
22 січня 1800 року до Баку прибув Михайло Скибіневський, російський генеральний консул в Ензелі, і зажадав від хана задоволення російських купців, в яких було забрано чималу купу грошей. Гусейн Кулі-хан відмовився, тому російський шлюп «Кизляр» обстріляв місто Баку, змусивши бакинського хана задовольнити вимоги купців і сплатити старі борги за векселями. У 1801 році братом бакинського хана були розграбовані товари російських купців з судна «Санкт-Іоанн» індійського купця Мугундаса Терендасова, викинутого бурею на берег у володіннях Гусейн Кулі-хана поблизу селища Кюрдахана. Це послужило приводом для підписання у квітні 1802 року нової угоди між про захист прав російського купецтва.
1803 року в союзі з Мустафою, ханом ширванським, переміг Мірзу Мухаммед-хана, повернувши під свою владу усе Бакинське ханство. Невдовзі почалися перемовини з Павлом Ціціановим, який при підготовці до нової війни з Персією, планував зайняти Баку. Бакинське ханство представляв Аллаверди-бек. Останній домовився про перехід бакинського ханства у підданство та передачу Баку. Втім Гусейн Кулі-хан у 1804 році заявив, що його посланець перевищив повноваження. За цим почав готувати столицю до оборони. В цей час почалася війна Росії з Персією.
У 1805 році проти хана відправлено флотилію на чолі з Іринахом Завалішиним. В свою чергу Гусейн Кулі-ханн розраховував на підтримку газікумуського хана Сурхая II та Шейх Алі-хана. Бакинцям вдалося відбити усі напади з моря та суходолу, змусивши ворога відступити. Невдовзі підійшло союзне військо.
У відповідь Павло Ціціаногв особисто рушив на Баку. На шляху він повалив ширванського хана Мустафу, який був давнім союзником Гусейн Кулі-хана. Ширванське ханство було ліквідовано. У лютому 1806 року російське військо підійшло до Баку. Тут під час перемовин Ціціанова було вбито знатними бакинцями Ібрагім-беком і Ахмед-беком. Російська армія відступила. Це стало приводом до антиросійського повстання усіх ханств регіону. Але у травні розпочали новий наступ, захопивши Дербент і Кубу. Гусейн Кулі-хан не наважився на спротив, тому втік до Арндебіля. Невдовзі Бакинське ханство було приєднано до Російської імперії.
Колишній хан під час нової війни з Росією у 1826 році на чолі перських військ намагався захопити Баку, але зазнав невдачі. За цим мешкав в Персії, померши в Ардебілі 1845 року.